# Torre del Fanal (Cotlliure)

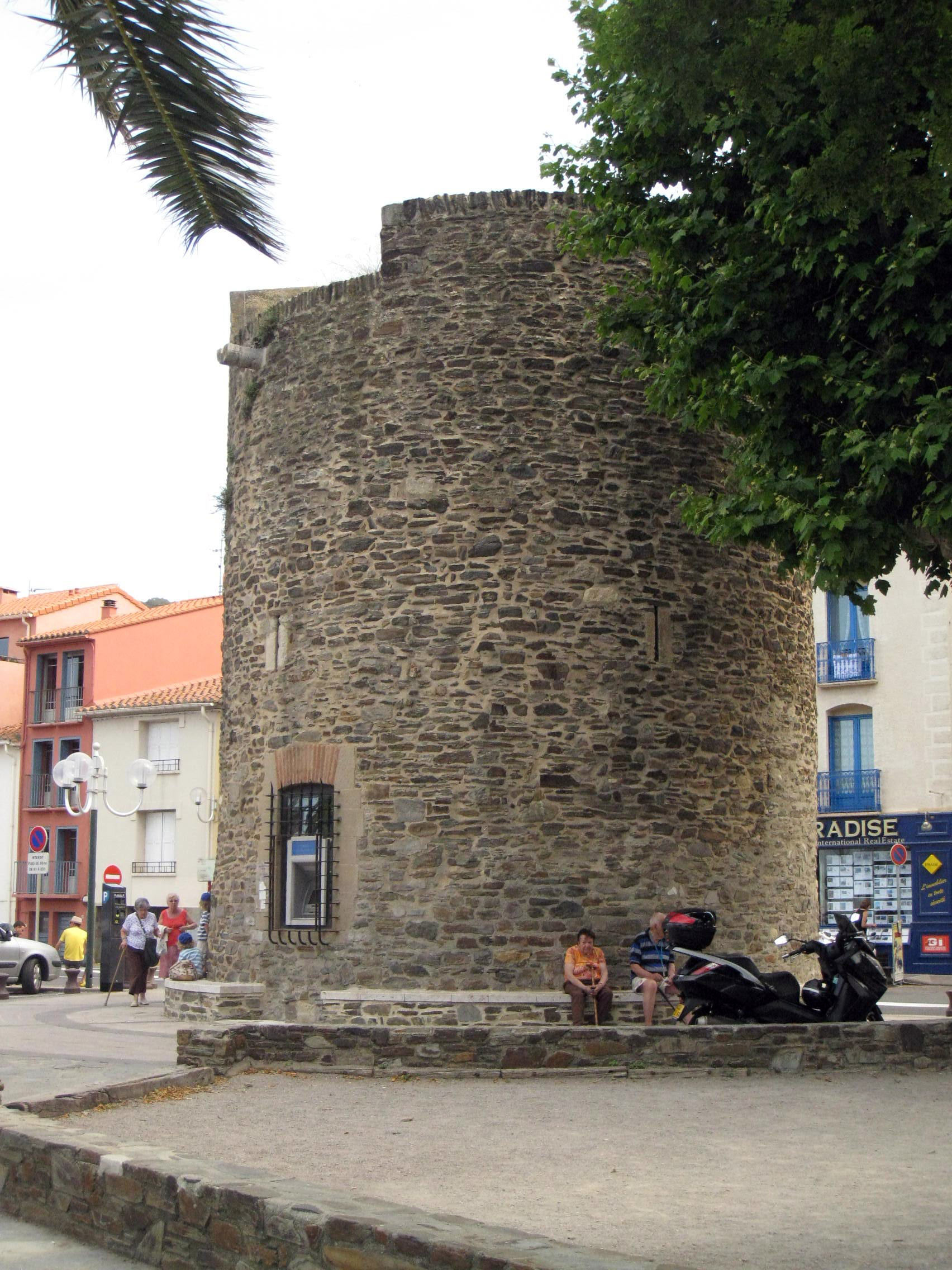
La Torre d'Avall, des de darrere

La Torre del Fanal, o Torre d'Avall, és una torre de vigilància costanera de la vila de Cotlliure, a la comarca del Rosselló (Catalunya del Nord).
Està situada al bell mig del Passeig de Voramar, al Port d'Avall.
Formava part d'una xarxa de dispositius de vigilància (com també la Torre de la Maçana i la de Madaloc) de la mar que es poden retrobar a tota la costa dels Països Catalans i fins i tot a tota la conca mediterrània i, segles més tard, de la de defensa de la vila i port de Cotlliure.
Aquesta torre ha tingut diversos usos, al llarg dels segles. De primer, torre de vigilància i de guia per als vaixells que entraven en el port, mercès al fanal que li donà el nom. Més tard fou utilitzada de duana.